# Podgórze (województwo dolnośląskie)
Podgórze – kolonia w Polsce, w województwie dolnośląskim, w powiecie zgorzeleckim, w gminie Sulików.
W latach 1975–1998 kolonia administracyjnie należała do województwa jeleniogórskiego.
Do 2023 r. miejscowość była kolonią wsi Sulików.